# 下卡茨
下卡茨（德語：Unterkatz，發音：[ˈʊntɐkats]）是德国图林根州施马尔卡尔登-迈宁根县曾经的一个市镇，与上卡茨相邻，面积9.83平方千米，2017年12月31日人口为359人。2019年1月1日，下卡茨与另外4个市镇并入市镇瓦松根。